# Édit de Roussillon

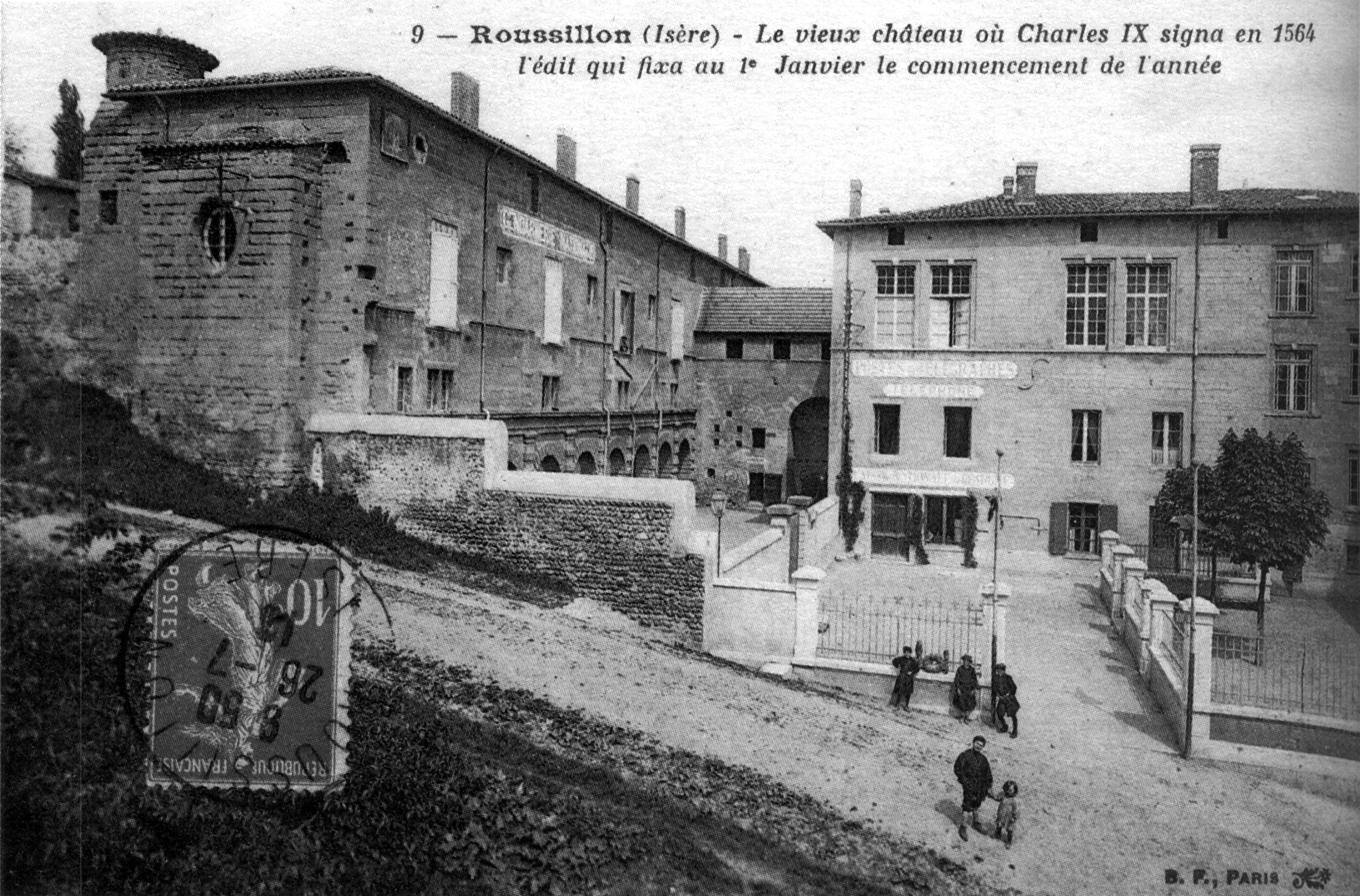
Le vieux château où Charles IX signa en 1564 l’édit qui fixa au 1er janvier le commencement de l’année.

L’édit de Roussillon est un édit de 1564 qui fait commencer l’année en France le 1er janvier.
Lors de son grand tour de France organisé par sa mère Catherine de Médicis, le jeune roi de France Charles IX constata que, selon les diocèses, l’année débutait soit à Noël, soit le 25 mars (à Vienne par exemple), soit le 1er mars ou encore à Pâques, ce qui provoquait des confusions.
Afin d’uniformiser l’année dans tout le royaume, il confirma l’article 39 de l’édit de Saint-Germain donné à Paris au début de janvier 1563 (édit qui prescrivait déjà de dater les actes publics en faisant commencer les années au 1er janvier), acte législatif qu’il promulgua à Roussillon le 9 août 1564. La mesure ne fut appliquée que le 1er janvier 1567. L’empereur germanique Charles Quint avait déjà fixé le début de l’année au 1er janvier pour ses terres quelques décennies plus tôt mais c’est le pape Grégoire XIII qui, en 1582, généralise cette mesure à l’ensemble du monde catholique en même temps que la réforme instituant le calendrier grégorien, notamment pour simplifier le calendrier des fêtes religieuses.

## Dénomination
L’édit de Paris, daté de janvier 1563, est le document original qui statue sur la date du changement d’année. La déclaration de Roussillon datée du 9 août 1564 ne fait que confirmer le précédent édit.
Blanchard, dans sa compilation, explique ainsi l'erreur : « Cet édit est vulgairement appellé l'Edit de Roussillon, quoyqu'il soit datté à Paris ; mais c'est parce qu'il fut enregistré le 22 décembre 1564 avec une déclaration datée à Roussillon le 9 Aoust 1564 ».
Pour Alexandre Lenoble, vice-président de la Société de l’École des chartes, le document devrait être appelé édit de Paris, et c’est Pierre Néron, jurisconsulte et co-auteur dans les années 1620 d’un Recueil d’édits et d’ordonnances royaux, qui est responsable de la confusion : 
« Néron et ses continuateurs ont maintenu et consacré leur erreur autant qu’il était en leur pouvoir. » 

## Les articles
L’édit préparé par le chancelier Michel de L'Hospital et le ministre Sébastien de L'Aubespine est enregistré sous le titre général Edict et ordonnance du Roy, pour le bien et règlement de la Justice et Police de son Royaume. Les 39 articles qui le composent concernent la justice, excepté les 4 derniers, ajoutés lors du séjour du roi à Roussillon[réf. nécessaire].
L’édit est suivi dans le Recueil par La Déclaration sur l’Edict de Roussillon, qui précise et commente les articles numéros 1, 2, 3, 4, 5, 12, 13 et 29.

### Liste des articles
La liste suivante est tirée du Recueil d’édits et d’ordonnances royaux sur Gallica déjà cité. Les résumés d’articles donnés en marge de l’ouvrage sont transcrits, parfois légèrement abrégés, pour donner un aperçu des thèmes couverts par l’édit.
- I. De libeller les adiournements
- II. Après la contestation, le juge appointant et prononçant doit simul & semel & praeferre tous les délais pour instruire et procéder par les parties
- III. Pour l’appel des forclusions ou de refus d’autre delay on ne doit laisser de passer outre
- IV. Injonction d’observer le règlement porté és deux articles précédents
- V. Bailler copie de sa prétention, demande ou défense
- VI. De répondre catégoriquement en personne et par sa bouche sur articles et faits pertinents qu’on se voudra l’un l’autre faire interroger
- VII. Procureur en la cause l’est aussi en l’instance d’exécution d’Arrêt ou Sentence
- VIII. Contre ceux qui nient leur seing apposé en leurs promesses
- IX. Pendant le débat de la suffisance de caution, faut toujours consigner
- X. Tous juges compétents pour la reconnaissance des cedules, si les personnes sont sur les lieux et la provision est jugée par les juges royaux
- XI. Pour se pourvoir par le vassal contre le Seigneur saisissant son fief
- XII. Récusants de juges doivent dans trois jours nommer témoins
- XIII. L’amende portée en l’article précédent quand on
- XIV. En récusant une Cour souveraine, faut rapporter déclaration qu’après les récusés le reste n’est nombre pour juger
- XV. Discontinuation d’instance pour trois ans
- XVI. On ne se peut porter héritier par bénéfice d’inventaire des Financiers décédés en charge
- XVII. Limitation point observée de la dot des filles n’excédant dix mille livres
- XVIII. Appelant de prise de corps se doit rendre en état et tout décret de prise de corps se peut exécuter nonobstant
- XIX. Le lieu du délit rend compétent le juge dudit lieu
- XX. Fruits des biens de contumax ne comparant dans l’an après la saisie de leurs biens sont perdus pour eux
- XXI. Il faut être du moins sous-diacre pour demander son renvoi devant le juge d’Église
- XXII. Des juges non Royaux ressortissants nuëment à la Cour
- XXIII. Défense de modérer les amendes
- XXIV. En même ville ou lieu n’y doit avoir qu’un degré de juridiction de première instance
- XXV. Règlement quand en un même lieu il y a justice du Roy et de quelque autre Seigneur
- XXVI. Même règlement que dessus entre deux conseigneurs d’une même justice
- XXVII. Hauts justiciers amendables pour le mal-jugé de leurs officiers
- XXVIII. Tous Sergents doivent sur peine savoir au moins écrire leur nom
- XXIX. Résidence des ministres de justice et révocation d’autres pouvoirs et privilèges
- XXX. Tous procès doivent être jugés à l’ordinaire, non extraordinairement par Commissaires
- XXXI. Défense aux Présidiaux de rien prendre, pour avoir assisté aux jugements des procès
- XXXII. Tous officiers allant en commission ne se doivent laisser défrayer par les parties
- XXXIII. Pour arrêts donnés sur requêtes, n’y a espèces
- XXXIV. Greffiers tenus de coter la taxe des espèces et de leur salaire au pied des jugements
- XXXV. Vérification des Cours en langage Français (et non en Latin)
- XXXVI. Injonction d’observer toutes autres ordonnances, auxquelles n’est dérogé par ceux-ci
- XXXVII. Banquets prohibés pour degrés en quelque art ou faculté que ce soit
- XXXVIII. Etrangers tenant banque en France tenus bailler caution et la renouveler de cinq en cinq ans
- XXXIX. L’année commence le 1er jour de janvier et ainsi se doit compter en tous actes et écritures

### Article 39
L’article 39 énonce que l’année commencerait désormais le 1er janvier (correspondant au style de la Circoncision) :

« Voulons et ordonnons qu’en tous actes, registres, instruments, contracts, ordonnances,

édicts, tant patentes que missives, et toute escripture privé, l’année commence doresénavant

et soit comptée du premier jour de ce moys de janvier.

Donné à Roussillon, le neufiesme lour d’aoust, l’an de grace

mil cinq cens soixante-quatre. Et de notre règne de quatriesme.

Ainsi signé le Roy en son Conseil »

signé Sébastien de l’Aubespine'.
Catherine de Médicis qui fuyait la peste déclarée à Lyon, avait alors trouvé refuge, avec son fils Charles IX et une partie de la cour, au château de Roussillon, qui avait été la propriété du cardinal François de Tournon (1489-1562), où elle séjourna du 17 juillet au 15 août 1564. C’est durant ce séjour que Charles IX signa le fameux édit. Il ne fut appliqué que partiellement : « Les secrétaires d'Etat commencèrent à exécuter cet édit au mois de janvier... 1565, (mais) les secrétaires du roi et le parlement de Paris conservèrent l'ancien usage. Ainsi, on ne doit pas s'étonner si on trouve des édits, lettres patentes et déclarations datées des mois de janvier (à avril) 1564, 1565 et 1566 [qui est le nouveau style], et des arrêts d'enregistrement rendus dans les mêmes mois, et qui sont datés des années précédentes, 1563, 1564 et 1565 [qui est l'ancien style] ». 
À son retour à Paris, le Roi renouvela son édit (déclaration du 10 juillet 1566, enregistrée le 23), et il entra pleinement en vigueur au début de l'année suivante (janvier 1567), soit quatre ans après sa promulgation.

## Ancien et nouveau style
Les rédacteurs des actes après 1566 prennent l'habitude, lorsqu'ils écrivent une date comprise entre janvier et avril, de préciser (après l'année) qu'ils utilisent le « nouveau style ». De même pour les historiens, toutes les années "modernes" commencent désormais au premier janvier, mais avant 1567, la période du début de l'année (c'est-à-dire, compris entre le premier janvier et la date de Pâques) reçoit rétroactivement une date postérieure d'un an à celle marquée dans les actes originaux, d'où la nécessité de préciser "ancien style" lorsqu'ils citent la date originale, ou "nouveau style" pour la date rectifiée. Ainsi, pour les historiens modernes, le roi François Ier est mort le jeudi 31 mars 1547 (nouveau style), avant le dimanche des Rameaux, mais pour ses contemporains, il est mort en 1546 (ancien style), le dimanche de Pâques et le changement d'année n'étant intervenus cette année-là que le 10 avril. 
Cet « ancien style », qui accompagne une année, ne doit pas être confondu avec celui dont on marquera le calendrier julien par rapport au nouveau calendrier grégorien, adopté en 1582, et qui est un retard de 10 à 13 jours sur le calendrier actuel.